# Alejandro Gálvez
Alejandro Gálvez Jimena (* 6. Juni 1989 in Granada) ist ein spanischer Fußballspieler. Er steht seit 2021 beim UD Ibiza unter Vertrag und wird in der Innenverteidigung oder im defensiven Mittelfeld eingesetzt.

## Karriere
Seine Stationen in der Jugend waren Albacete Balompié und FC Villarreal; seine ersten Schritte im Herrenfußball tat er bei den unterklassigen Vereinen CD Onda und CF Villanovense. Seit 2010 war Gálvez bei Sporting Gijón aktiv, für den er in zwei Jahren zwölf Ligaeinsätze bestritt; die restliche Zeit spielte er überwiegend für die B-Mannschaft des Vereins. Von 2012 bis 2014 spielte er bei Rayo Vallecano.
Zur Saison 2014/15 wechselte Gálvez in die deutsche Bundesliga zu Werder Bremen. Er unterschrieb einen bis zum 30. Juni 2017 laufenden Vertrag. Im August 2016 wechselte er zurück nach Spanien zu SD Eibar in die Primera División. Nach einer Leihe zu UD Las Palmas im Januar 2018 wechselte Gálvez zur Saison 2018/19 zurück zu Rayo Vallecano, die den Aufstieg aus der Segunda División geschafft hatten. Im Juli 2019 folgte ein Wechsel zum Qatar SC, bei dem er zwei Jahre spielte. Seit Juli 2021 steht Gálvez beim zweitklassigen UD Ibiza unter Vertrag.